# Diarmaid MacCulloch
Diarmaid Ninian John MacCulloch (Kent, Inglaterra 31 de octubre de 1951) es Knight Bachelor, miembro de la Academia Británica, de la Sociedad de Anticuarios de Londres  y de la Royal Historical Society. Es profesor de Historia de la Iglesia en la Universidad de Oxford desde 1998 y miembro (formalmente Senior Tutor) del Cross College de Oxford desde 1995. Al principio pensaba ordenarse como diácono en la Iglesia Anglicana, pero finalmente declinó debido a la actitud eclesiástica sobre su homosexualidad. En 2009 él resumió la evolución de sus creencias religiosas con la siguiente cita: "Yo fui criado con el espíritu de la Biblia, recuerdo con afectación que tenía posiciones dogmáticas en el pensamiento cristiano. Ahora yo podría describirme a mí mismo como un cándido amigo de la Cristiandad".
Es coeditor del Diario de la historia eclesiástica.